# Домашний чемпионат Великобритании 1945/1946
Домашний чемпионат Великобритании 1945/46 (англ. 1945–46 British Victory Home Championship) — неофициальный розыгрыш Домашнего чемпионата, футбольного турнира с участием сборных четырёх стран Великобритании (Англии, Шотландии, Уэльса и Ирландии). Стал первым розыгрышем Домашнего чемпионата с 1939 года. Турнир проводился в рамках празднования победы Великобритании во Второй мировой войне. Все матчи этого турнира считаются неофициальными (так называемые «Международные матчи победы») и не входят в статистику национальных сборных и футболистов. Победу в турнире одержала сборная Шотландии.

## Турнирная таблица
| Команда       | И | В | Н | П | МЗ | МП | РМ | О |
| ------------- | - | - | - | - | -- | -- | -- | - |
| Шотландия (Ч) | 3 | 3 | 0 | 0 | 6  | 2  | +4 | 6 |
| Ирландия      | 3 | 1 | 0 | 2 | 3  | 4  | −1 | 2 |
| Англия        | 3 | 1 | 0 | 2 | 1  | 2  | −1 | 2 |
| Уэльс         | 3 | 1 | 0 | 2 | 1  | 3  | −2 | 2 |

## Результаты матчей
| Ирландия | 0:1 | Англия    |
| -------- | --- | --------- |
|          |     | Мортенсен |

| Англия | 0:1 | Уэльс  |
| ------ | --- | ------ |
|        |     | Пауэлл |

| Шотландия         | 2:0 | Уэльс |
| ----------------- | --- | ----- |
| - Уодделл - Доддс |     |       |

| Ирландия | 2:3 | Шотландия            |
| -------- | --- | -------------------- |
| Уолш     |     | - Лидделл - Хэмилтон |

| Шотландия | 1:0 | Англия |
| --------- | --- | ------ |
| Дилейни   |     |        |

| Уэльс | 0:1 | Ирландия |
| ----- | --- | -------- |
|       |     | Слоун    |